# Campeonato Brasileiro de Futebol Feminino de 2015
O Campeonato Brasileiro de Futebol Feminino de 2015 foi a 3ª edição desta competição, que é organizada pela Confederação Brasileira de Futebol (CBF) e acontece entre 7 de setembro e 6 de dezembro de 2015.

## Formato e regulamento
O Campeonato será disputado em quatro fases: na primeira fase os 20 clubes formarão quatro grupos de cinco clubes cada, de onde classificaram-se dois clubes por grupo; na segunda fase os clubes formarão dois grupos de quatro clubes cada, de onde classificar-se-ão dois por grupo; na terceira fase (semifinal) os clubes enfrentar-se-ão no sistema eliminatório (“mata-mata”) classificando-se o vencedor de cada grupo para a quarta fase (final), onde os dois clubes enfrentar-se-ão também no sistema eliminatório (“mata-mata”), onde será conhecido o campeão.
1. Primeira fase: 20 clubes distribuídos em quatro grupos de cinco clubes cada
2. Segunda Fase: oito clubes distribuídos  em dois grupos de quatro clubes cada
3. Terceira fase (semifinal): quatro clubes distribuídos em dois grupos de dois clubes cada
4. Quarta fase (final): em um grupo de dois clubes, de onde sairá o campeão do Campeonato

### Critérios de desempate
Caso ocorra empate de pontos entre dois clubes, os critérios de desempate serão aplicados na seguinte ordem:
1. Número de vitórias
2. Saldo de gols
3. Gols marcados
4. Número de cartões vermelhos
5. Número de cartões amarelos
6. Sorteio

## Participantes
| Equipe              | Cidade                 | Estado | Estádio (mando)    | Capacidade | Títulos        |
| ------------------- | ---------------------- | ------ | ------------------ | ---------- | -------------- |
| América Mineiro     | Belo Horizonte         | MG     | Arena do Jacaré    | 18 880     | 0 (não possui) |
| Botafogo-PB         | João Pessoa            | PB     | Estádio da Graça   | 5 000      | 0 (não possui) |
| Caucaia             | Caucaia                | CE     | Presidente Vargas  | 20 268     | 0 (não possui) |
| Centro Olímpico     | São Paulo              | SP     | José Liberatti     | 17 780     | 1 (2013)       |
| Duque de Caxias     | Duque de Caxias        | RJ     | Marrentão          | 7 000      | 0 (não possui) |
| Ferroviária         | Araraquara             | SP     | Fonte Luminosa     | 20 950     | 1 (2014)       |
| Flamengo            | Rio de Janeiro         | RJ     | Gávea              | 8 500      | 0 (não possui) |
| Foz Cataratas       | Foz do Iguaçu          | PR     | Pedro Basso        | 6 968      | 0 (não possui) |
| Iranduba            | Iranduba               | AM     | Colina             | 10 000     | 0 (não possui) |
| Kindermann          | Caçador                | SC     | Carlos A. C. Neves | 6 500      | 0 (não possui) |
| Mixto               | Cuiabá                 | MT     | Arena Pantanal     | 42 968     | 0 (não possui) |
| Pinheirense         | Belém                  | PA     | Abelardo Conduru   | 3 000      | 0 (não possui) |
| Portuguesa          | São Paulo              | SP     | Canindé            | 21 004     | 0 (não possui) |
| Rio Preto           | São José do Rio Preto  | SP     | Anísio Haddad      | 14 126     | 0 (não possui) |
| Santos              | Santos                 | SP     | Vila Belmiro       | 16 068     | 0 (não possui) |
| São Francisco EC    | São Francisco do Conde | BA     | Junqueira Ayres    | 3 000      | 0 (não possui) |
| São José-SP         | São José dos Campos    | SP     | Martins Pereira    | 16 500     | 0 (não possui) |
| Tiradentes-PI       | Teresina               | PI     | Albertão           | 44 200     | 0 (não possui) |
| Viana               | Viana                  | MA     | Castelão           | 40 179     | 0 (não possui) |
| Vitória das Tabocas | Vitória de Santo Antão | PE     | Carneirão          | 8 000      | 0 (não possui) |

Obtiveram o direito de participar do Campeonato: o campeão da Copa do Brasil de Futebol Feminino de 2014, o campeão do Campeonato Brasileiro de Futebol Feminino de 2014, os 8 melhores colocados no Ranking da CBF do Futebol Feminino e os 10 melhores colocados no Campeonato Brasileiro de Futebol Masculino de 2014. Este critério foi adotado para incentivar os grandes clubes brasileiros a investir no futebol feminino.

## Locais de disputa

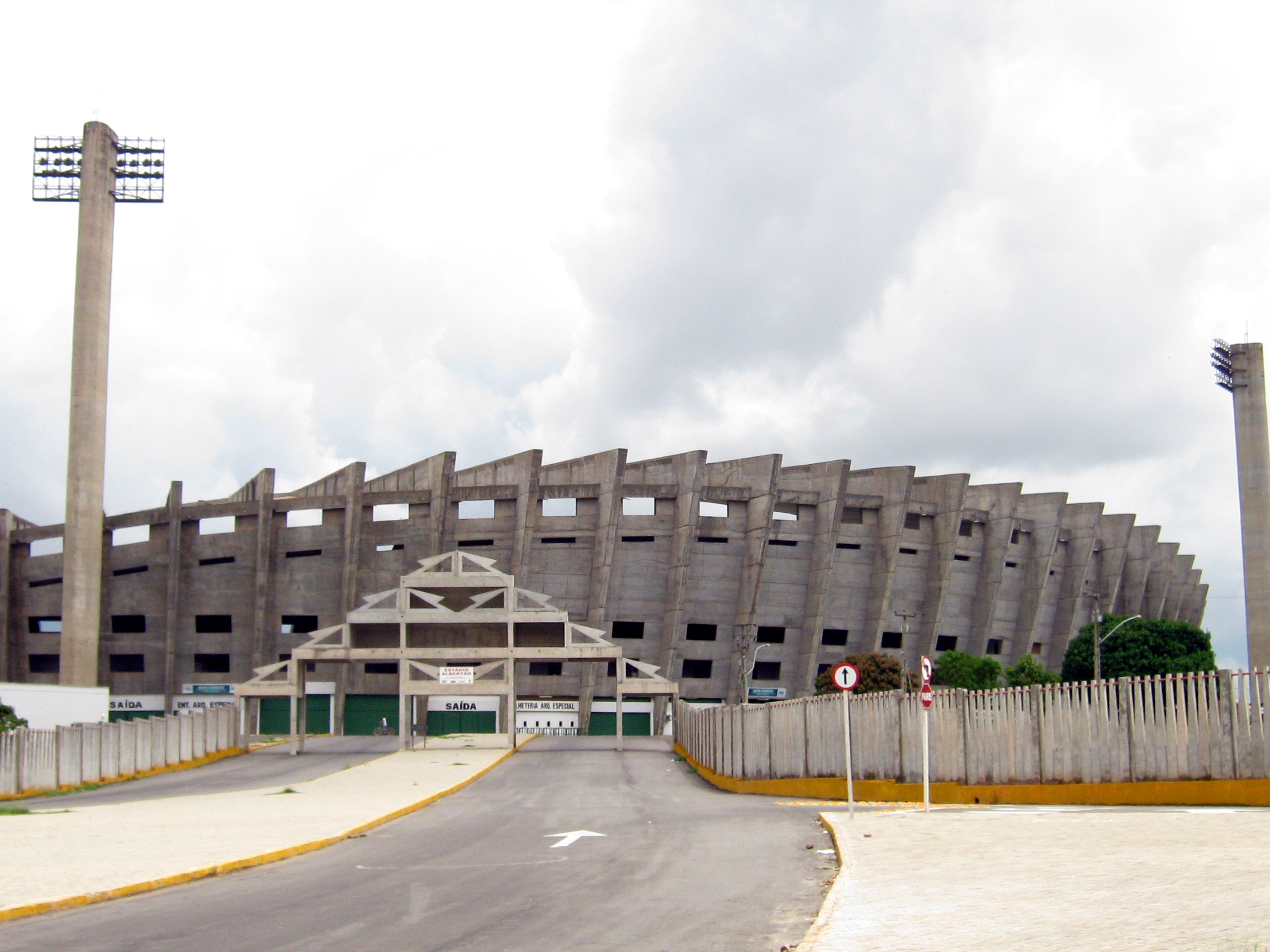
Albertão
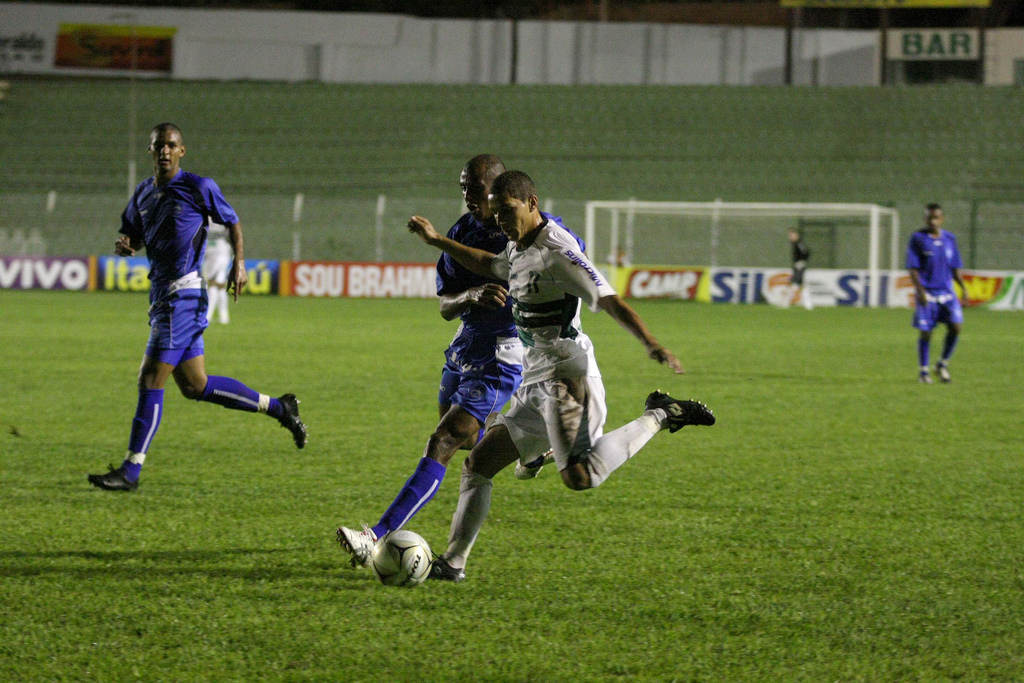
Anísio Haddad
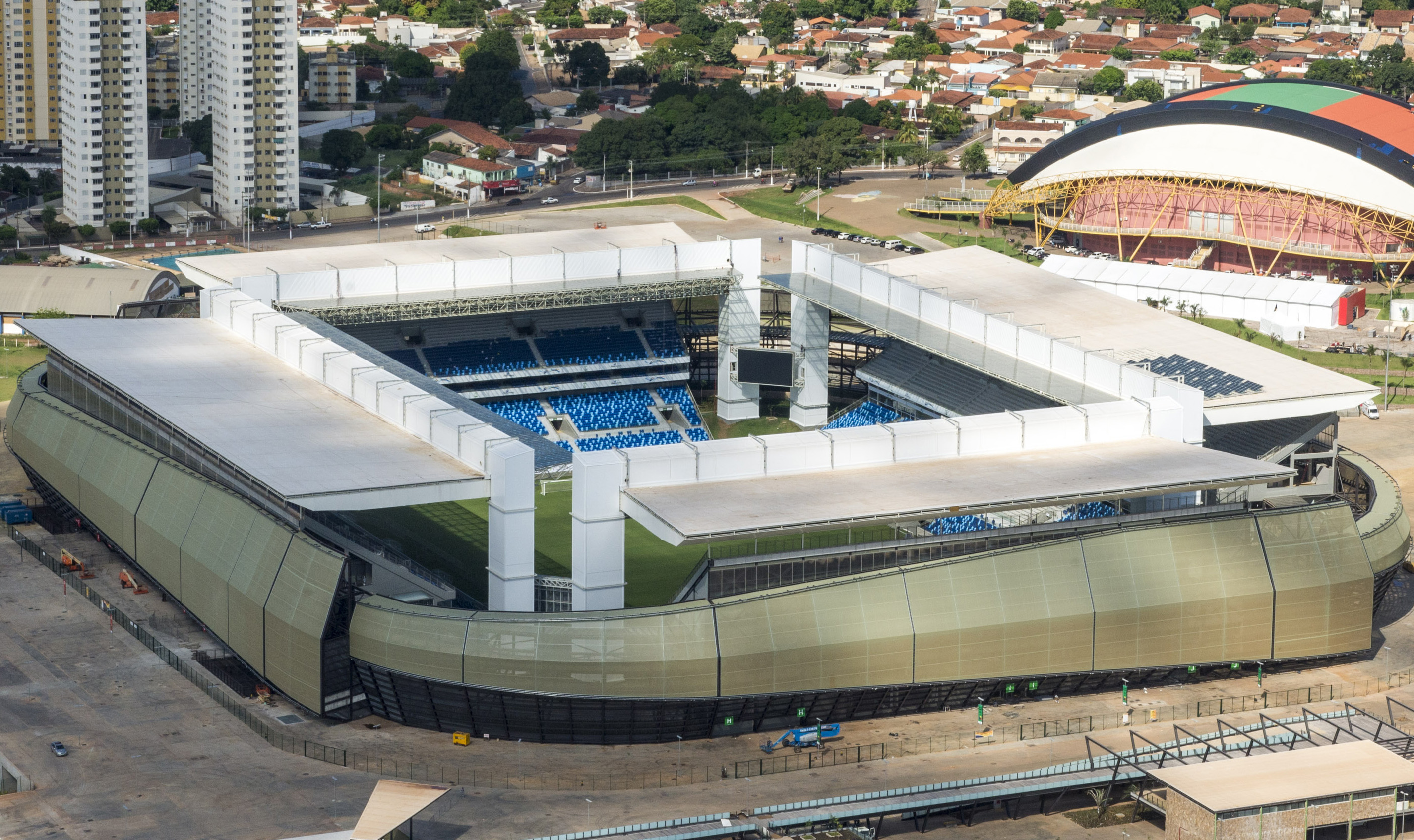
Arena Pantanal
Arena do Jacaré
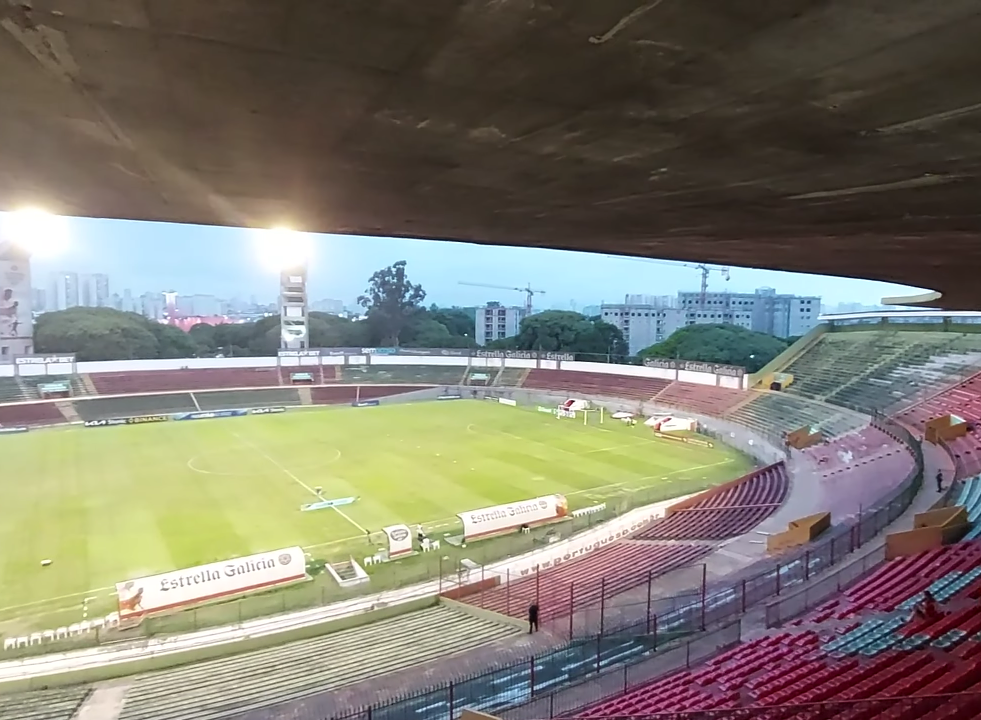
Canindé
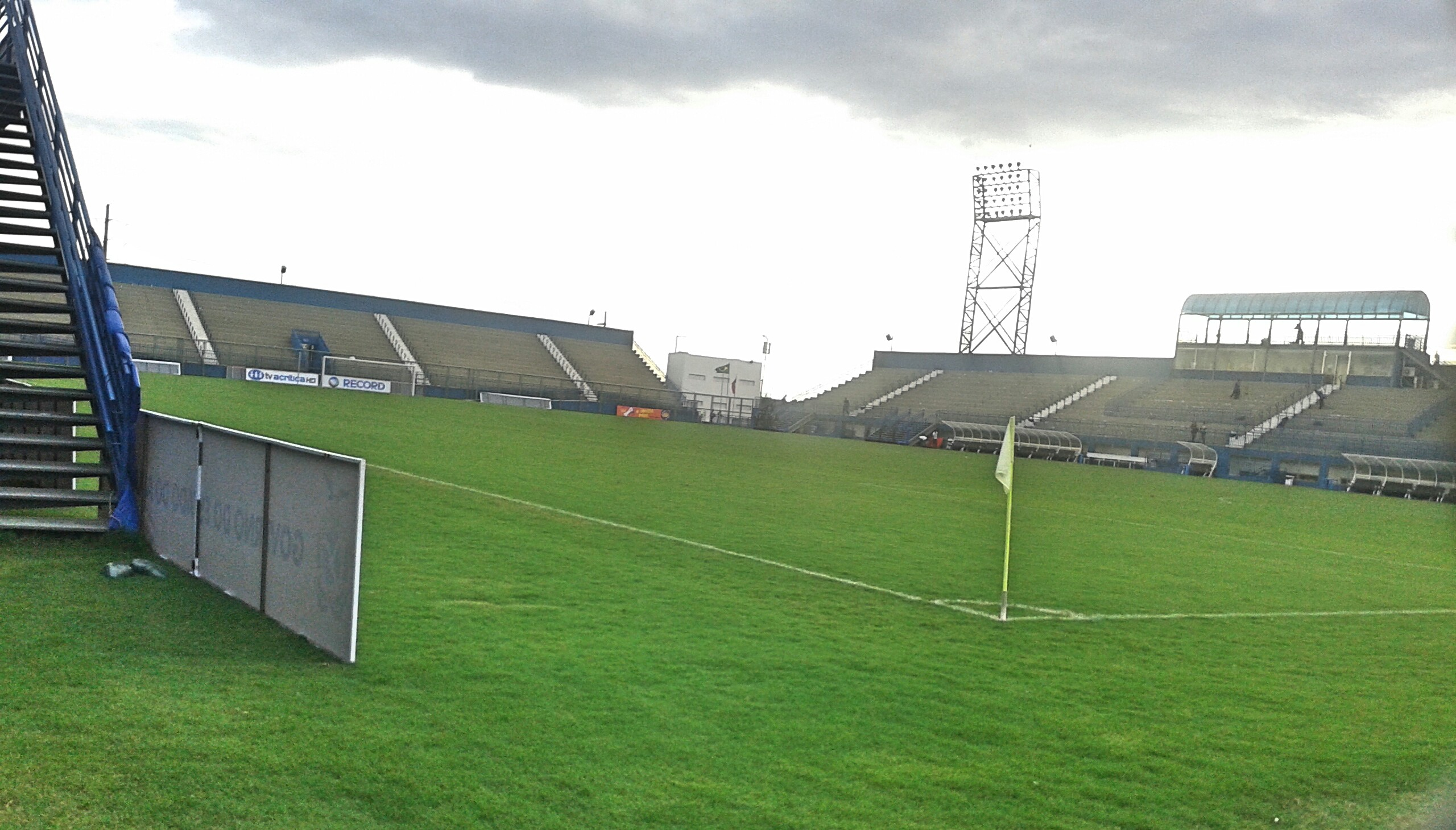
Colina
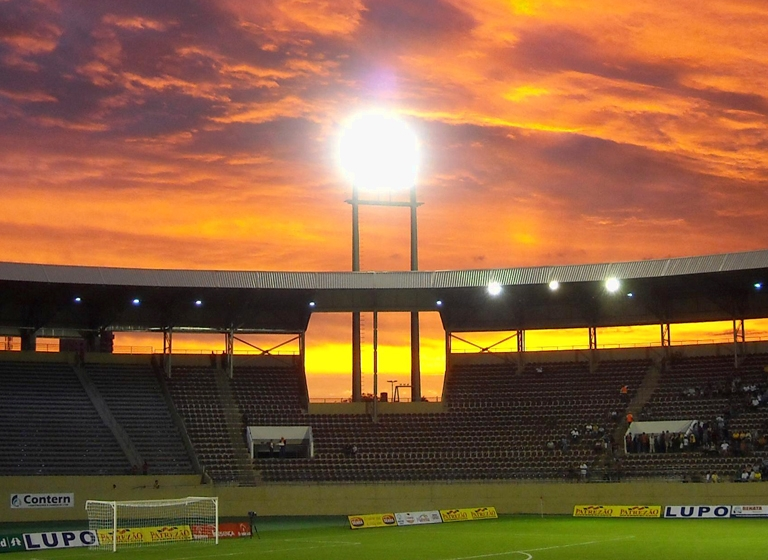
Fonte Luminosa
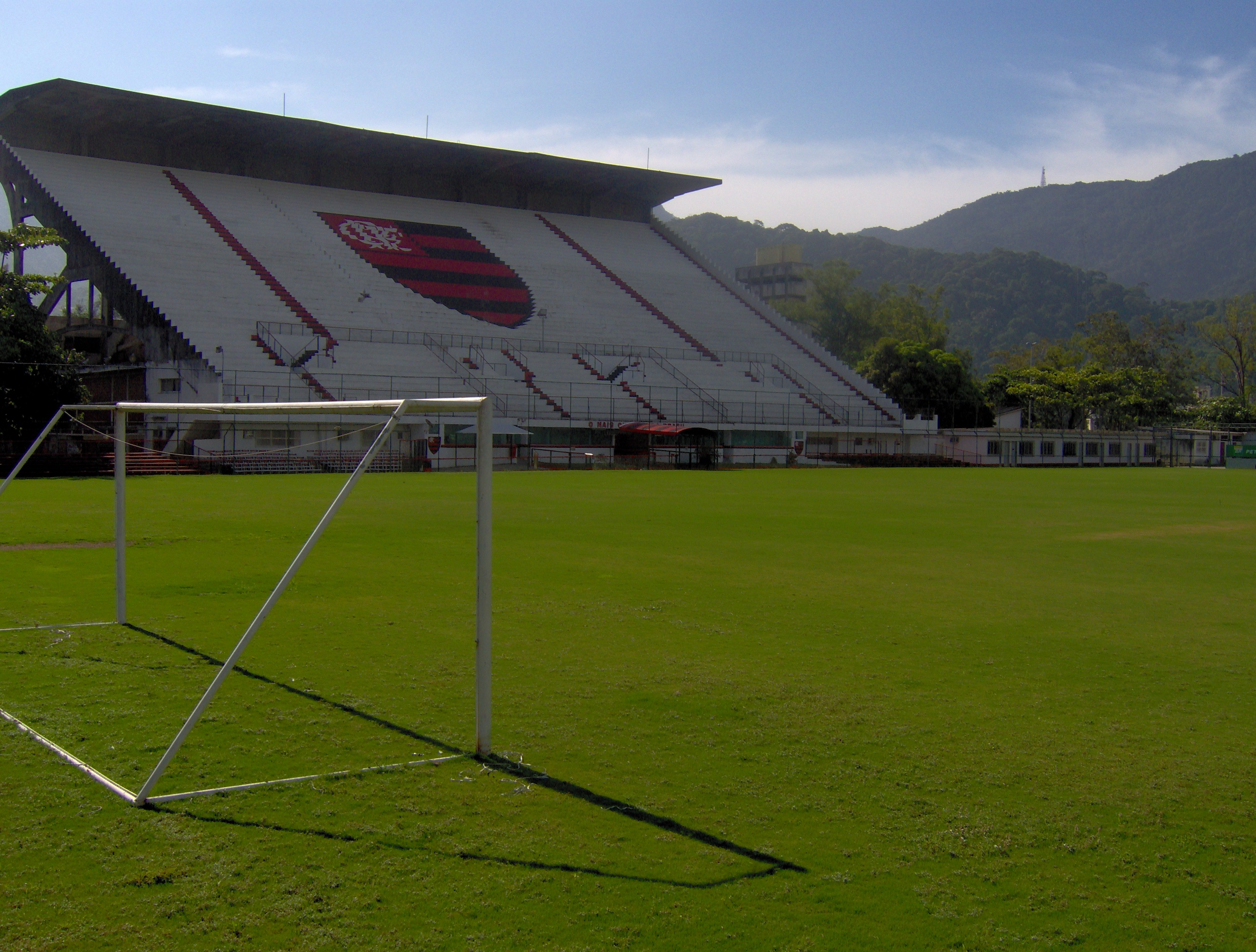
Gávea
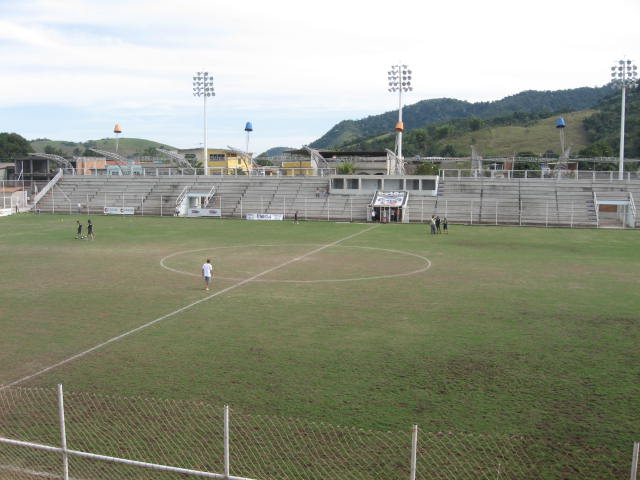
Marrentão
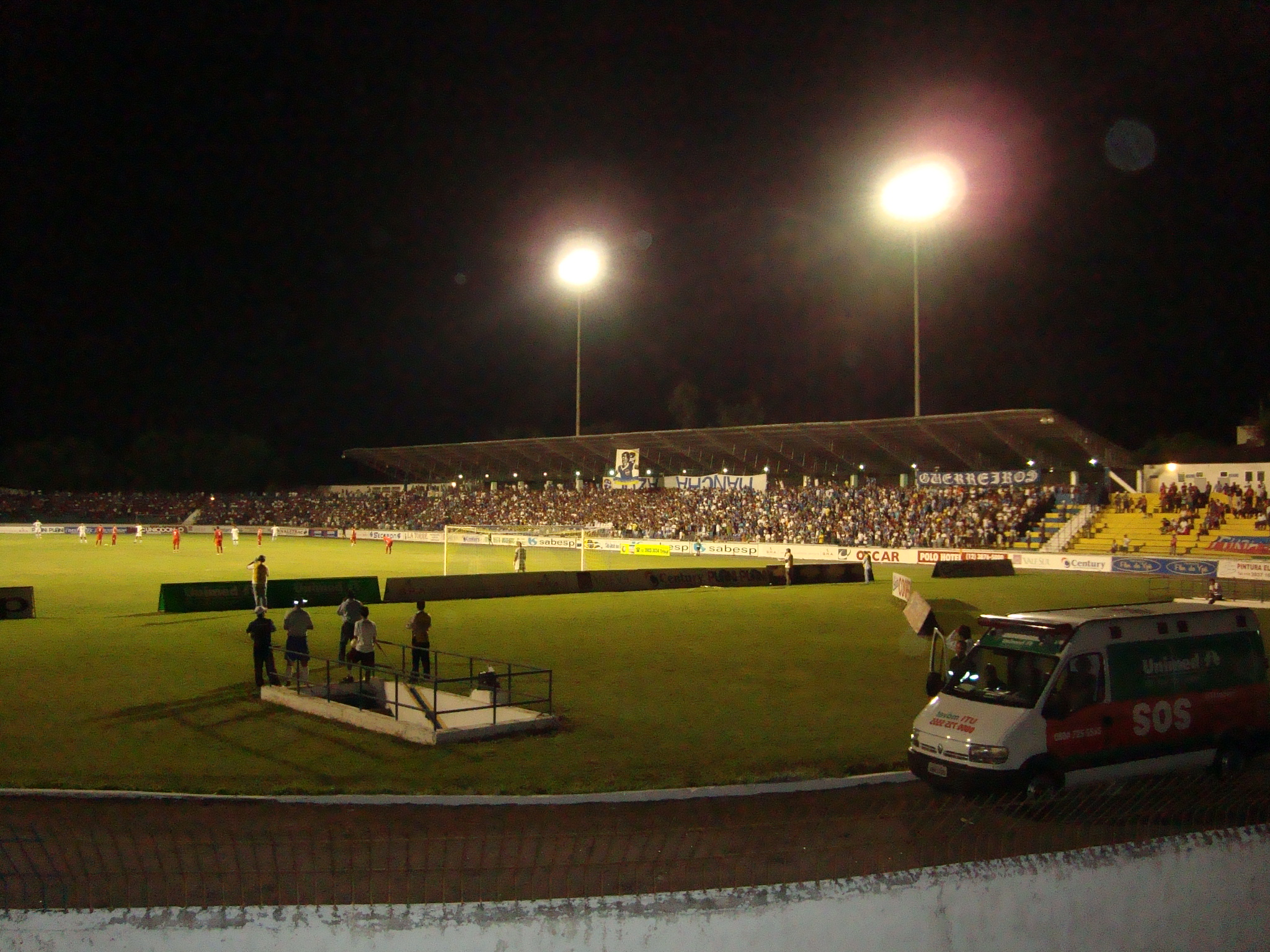
Martins Pereira
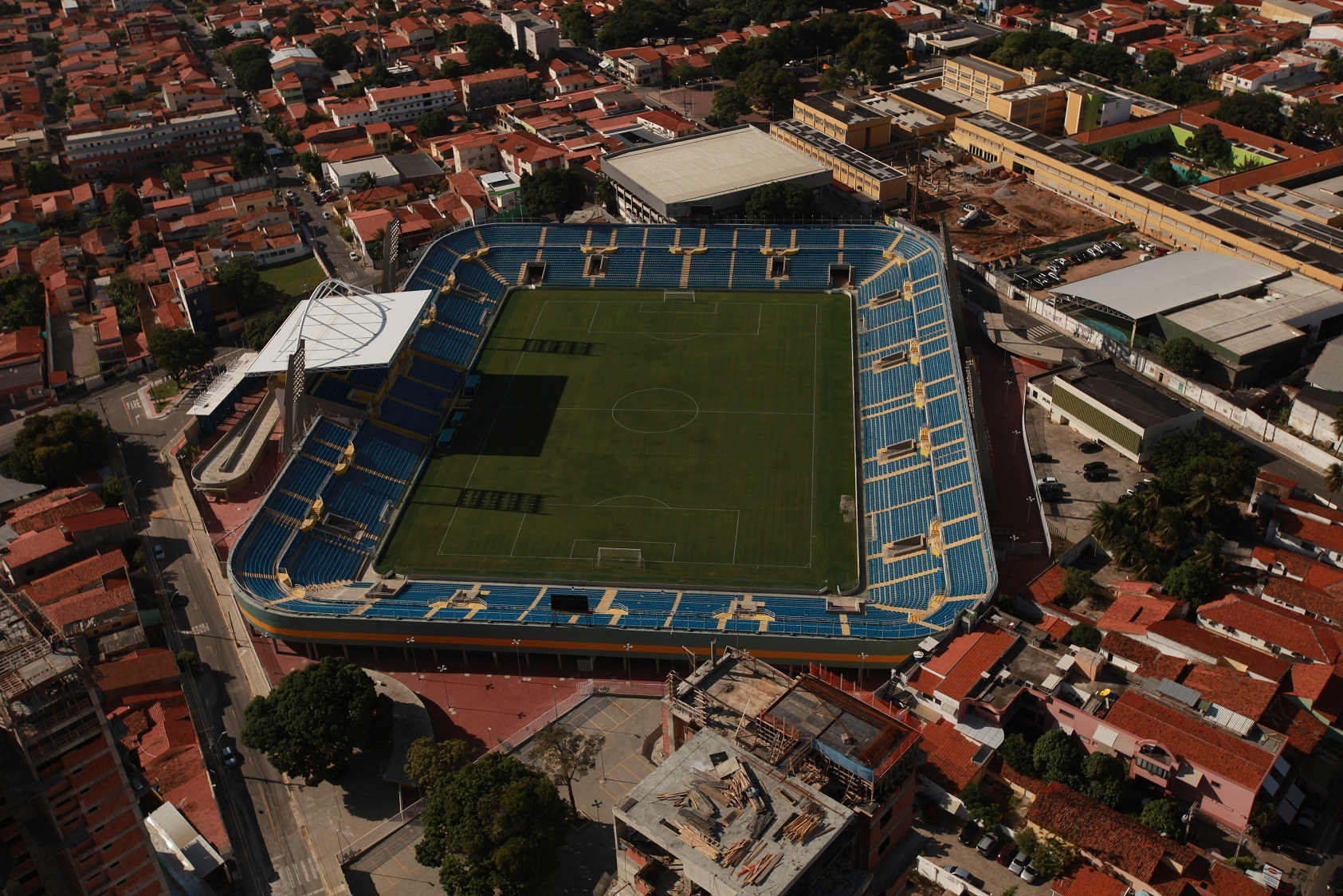
Presidente Vargas
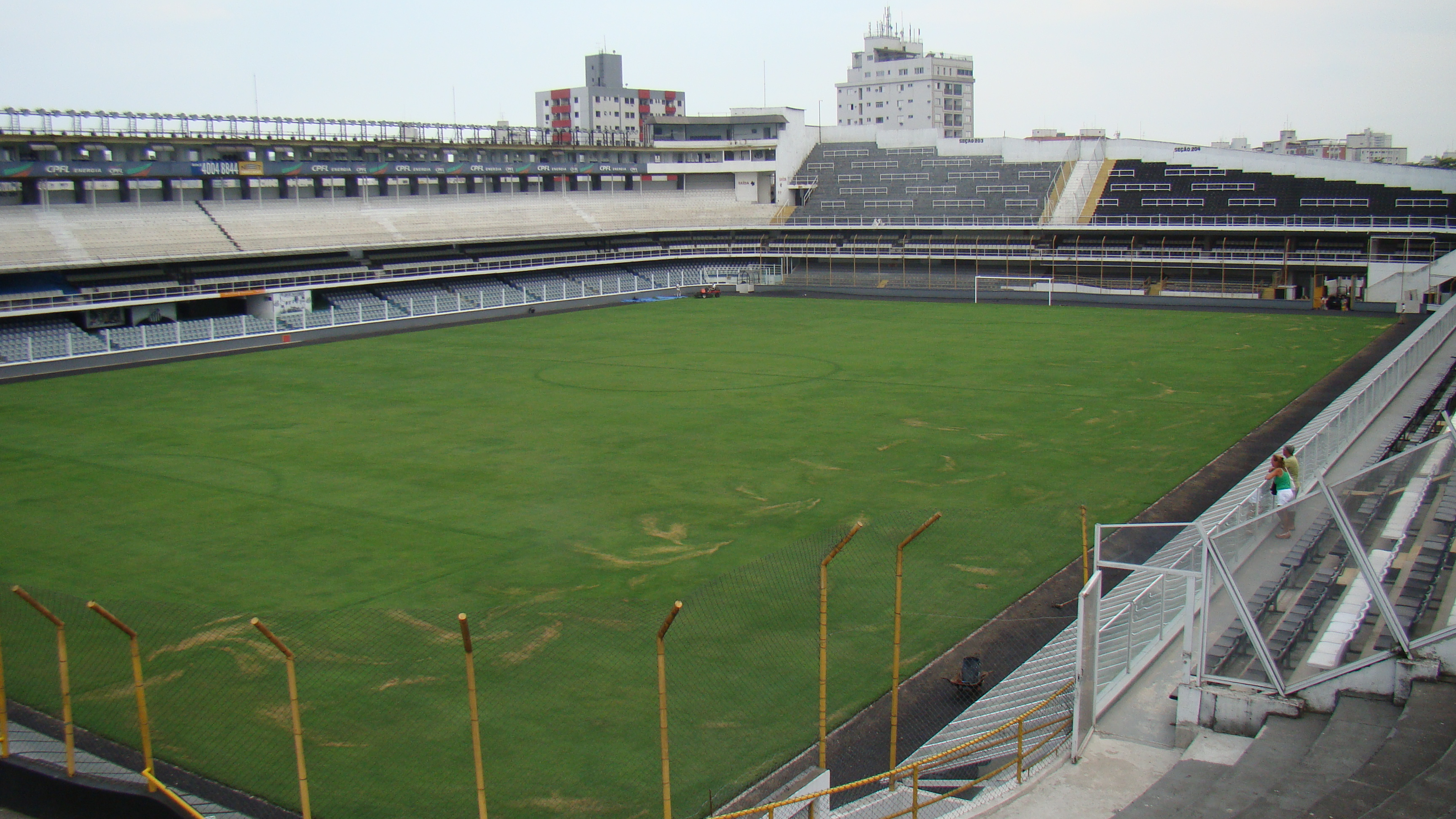
Vila Belmiro

## Primeira fase

### Grupo 1
| Pos | Equipes     | Pts | J | V | E | D | GP | GC | SG  |
| --- | ----------- | --- | - | - | - | - | -- | -- | --- |
| 1   | Santos      | 12  | 4 | 4 | 0 | 0 | 11 | 1  | +10 |
| 2   | Rio Preto   | 9   | 4 | 3 | 0 | 1 | 9  | 2  | +7  |
| 3   | Ferroviária | 6   | 4 | 2 | 0 | 2 | 14 | 4  | +10 |
| 4   | Iranduba    | 1   | 4 | 0 | 1 | 3 | 2  | 12 | –10 |
| 5   | Pinheirense | 1   | 4 | 0 | 1 | 3 | 2  | 16 | –14 |

|             | FER | IRA | PIN | RPR | SAN |
| ----------- | --- | --- | --- | --- | --- |
| Ferroviária | —   |     | 6–0 | 0–1 |     |
| Iranduba    | 1–7 | —   |     |     | 0–4 |
| Pinheirense |     | 1–1 | —   | 1–5 |     |
| Rio Preto   |     | 3–0 |     | —   | 0–1 |
| Santos      | 2–1 |     | 4–0 |     | —   |

|  | Zona de classificação para a próxima fase | Fonte: |  |

### Grupo 2
| Pos | Equipes         | Pts | J | V | E | D | GP | GC | SG  |
| --- | --------------- | --- | - | - | - | - | -- | -- | --- |
| 1   | Flamengo        | 10  | 4 | 3 | 1 | 0 | 12 | 1  | +11 |
| 2   | Centro Olímpico | 7   | 4 | 2 | 1 | 1 | 19 | 5  | +14 |
| 3   | Portuguesa      | 6   | 4 | 2 | 0 | 2 | 10 | 10 | 0   |
| 4   | Kindermann      | 6   | 4 | 2 | 0 | 2 | 7  | 7  | 0   |
| 5   | Duque de Caxias | 0   | 4 | 0 | 0 | 4 | 3  | 28 | –25 |

|                 | CEO | DUQ  | FLA | KIN | POR |
| --------------- | --- | ---- | --- | --- | --- |
| Centro Olímpico | —   | 13–0 |     | 3–0 |     |
| Duque de Caxias |     | —    | 0–5 | 2–4 |     |
| Flamengo        | 1–1 |      | —   |     | 4–0 |
| Kindermann      |     |      | 0–2 | —   | 3–0 |
| Portuguesa      | 4–2 | 6–1  |     |     | —   |

|  | Zona de classificação para a próxima fase | Fonte: |  |

### Grupo 3
| Pos | Equipes          | Pts | J | V | E | D | GP | GC | SG  |
| --- | ---------------- | --- | - | - | - | - | -- | -- | --- |
| 1   | São José-SP      | 12  | 4 | 4 | 0 | 0 | 20 | 1  | +19 |
| 2   | América Mineiro  | 6   | 4 | 2 | 0 | 2 | 7  | 4  | +3  |
| 3   | São Francisco EC | 6   | 4 | 2 | 0 | 2 | 8  | 11 | –3  |
| 4   | Foz Cataratas    | 6   | 4 | 2 | 0 | 2 | 5  | 9  | –4  |
| 5   | Mixto            | 0   | 4 | 0 | 0 | 4 | 3  | 18 | –15 |

|                  | AMM | FOZ | MIX  | SFR | SJO |
| ---------------- | --- | --- | ---- | --- | --- |
| América Mineiro  | —   | 0–2 | 3–0  |     |     |
| Foz Cataratas    |     | —   |      | 1–3 | 0–5 |
| Mixto            |     | 1–2 | —    | 2–3 |     |
| São Francisco EC | 1–4 |     |      | —   | 1–4 |
| São José-SP      | 1–0 |     | 10–0 |     | —   |

|  | Zona de classificação para a próxima fase | Fonte: |  |

### Grupo 4
| Pos | Equipes             | Pts | J | V | E | D | GP | GC | SG  |
| --- | ------------------- | --- | - | - | - | - | -- | -- | --- |
| 1   | Tiradentes-PI       | 10  | 4 | 3 | 1 | 0 | 15 | 2  | +13 |
| 2   | Botafogo-PB         | 7   | 4 | 2 | 1 | 1 | 3  | 1  | +2  |
| 3   | Vitória das Tabocas | 5   | 4 | 1 | 2 | 1 | 5  | 4  | +1  |
| 4   | Caucaia             | 4   | 4 | 1 | 1 | 2 | 5  | 5  | 0   |
| 5   | Viana               | 1   | 4 | 0 | 1 | 3 | 1  | 17 | –16 |

|                     | BOT | CAU | TIR | VIA  | VIT |
| ------------------- | --- | --- | --- | ---- | --- |
| Botafogo-PB         | —   | 1–0 | 0–1 |      |     |
| Caucaia             |     | —   | 1–1 | 4–0  |     |
| Tiradentes-PI       |     |     | —   | 10–0 | 3–1 |
| Viana               | 0–2 |     |     | —    | 1–1 |
| Vitória das Tabocas | 0–0 | 3–0 |     |      | —   |

|  | Zona de classificação para a próxima fase | Fonte: |  |

## Draft
Para a edição de 2015, como forma de alavancar o futebol feminino, a CBF promoveu, de maneira inédita, um draft para distribuir as atletas da Seleção Brasileira Permanente entre os oito clubes classificados para a segunda fase. Através de sorteio, Botafogo-PB, Centro Olímpico, Flamengo e Tiradentes-PI selecionaram três jogadoras cada, enquanto América Mineiro, Rio Preto, Santos e São José-SP tiveram direito a duas atletas cada.

### Resultado
| Ordem | Time            | Jogadora         | Posição  |
| ----- | --------------- | ---------------- | -------- |
| 1     | América Mineiro | Rafaelle (1)     | Lateral  |
| 1     | América Mineiro | Thaisa (16)      | Volante  |
| 2     | Rio Preto       | Darlene (2)      | Atacante |
| 2     | Rio Preto       | Luciana (15)     | Goleira  |
| 3     | Santos          | Gabi Zanotti (3) | Atacante |
| 3     | Santos          | Rílany (14)      | Lateral  |
| 4     | São José-SP     | Formiga (4)      | Volante  |
| 4     | São José-SP     | Bia (13)         | Volante  |
| 5     | Botafogo-PB     | Géssica (5)      | Zagueira |
| 5     | Botafogo-PB     | Raquel (12)      | Meia     |
| 5     | Botafogo-PB     | Bárbara (17)     | Goleira  |
| 6     | Tiradentes-PI   | Andressinha (6)  | Meia     |
| 6     | Tiradentes-PI   | Camila (11)      | Lateral  |
| 6     | Tiradentes-PI   | Andréia (18)     | Goleira  |
| 7     | Centro Olímpico | Fabiana (7)      | Lateral  |
| 7     | Centro Olímpico | Tayla (10)       | Zagueira |
| 7     | Centro Olímpico | Letícia (19)     | Goleira  |
| 8     | Flamengo        | Mônica (8)       | Zagueira |
| 8     | Flamengo        | Maurine (9)      | Meia     |
| 8     | Flamengo        | Travalão (20)    | Atacante |

- Entre parênteses a ordem em que as jogadoras foram selecionadas.

## Segunda fase

### Grupo 5
| Pos | Equipes         | Pts | J | V | E | D | GP | GC | SG  |
| --- | --------------- | --- | - | - | - | - | -- | -- | --- |
| 1   | Centro Olímpico | 15  | 6 | 5 | 0 | 1 | 17 | 3  | +14 |
| 2   | São José-SP     | 12  | 6 | 4 | 0 | 2 | 13 | 7  | +6  |
| 3   | Santos          | 9   | 6 | 3 | 0 | 3 | 15 | 7  | +8  |
| 4   | Botafogo-PB     | 0   | 6 | 0 | 0 | 6 | 2  | 30 | –28 |

|                 | BOT | CEO | SAN | SJO |
| --------------- | --- | --- | --- | --- |
| Botafogo-PB     | —   | 0–6 | 0–4 | 1–2 |
| Centro Olímpico | 3–0 | —   | 3–1 | 2–0 |
| Santos          | 8–0 | 0–2 | —   | 0–1 |
| São José-SP     | 7–1 | 2–1 | 1–2 | —   |

|  |                                           |
|  | Zona de classificação para a próxima fase |

### Grupo 6
| Pos | Equipes         | Pts | J | V | E | D | GP | GC | SG |
| --- | --------------- | --- | - | - | - | - | -- | -- | -- |
| 1   | Tiradentes-PI   | 13  | 6 | 4 | 1 | 1 | 11 | 6  | +5 |
| 2   | Rio Preto       | 11  | 6 | 3 | 2 | 1 | 10 | 4  | +6 |
| 3   | Flamengo        | 6   | 6 | 2 | 0 | 4 | 7  | 14 | –7 |
| 4   | América Mineiro | 4   | 6 | 1 | 1 | 4 | 8  | 12 | –4 |

|                 | AMM | FLA | RPR | TIR |
| --------------- | --- | --- | --- | --- |
| América Mineiro | —   | 2–3 | 1–1 | 1–0 |
| Flamengo        | 3–2 | —   | 0–1 | 1–3 |
| Rio Preto       | 1–0 | 5–0 | —   | 0–1 |
| Tiradentes-PI   | 4–2 | 1–0 | 2–2 | —   |

|  |                                           |
|  | Zona de classificação para a próxima fase |

## Fase final
Em itálico, os times que possuíram o mando de campo no primeiro jogo do confronto, por terem pior campanha e em negrito os times classificados.
|  | Semifinais      | Semifinais  | Semifinais | Semifinais |   |           | Final | Final | Final | Final |
|  |                 |             |            |            |   |           |       |       |       |       |
|  | Rio Preto (pen) | 1           | 1          | 2 (4)      |   |           |       |       |       |       |
|  | Centro Olímpico | 1           | 1          | 2 (2)      |   |           |       |       |       |       |
|  | Centro Olímpico | 1           | 1          | 2 (2)      |   | Rio Preto | 1     | 1     | 2     |       |
|  |                 |             |            |            |   | Rio Preto | 1     | 1     | 2     |       |
|  |                 | São José-SP | 0          | 1          | 1 |           |       |       |       |       |
|  | Tiradentes-PI   | São José-SP | 0          | 1          | 1 | 1         | 0     | 1     |       |       |
|  | Tiradentes-PI   |             |            |            |   | 1         | 0     | 1     |       |       |
|  | São José-SP     | 1           | 5          | 6          |   |           |       |       |       |       |

## Premiação
| Campeonato Brasileiro Feminino de 2015 |
| São Paulo                              |
| -------------------------------------- |
| RIO PRETO Campeão (1º título)          |

## Artilharia
Atualizado em 26 de novembro de 2015
| Gols | Jogadora        | Time             |
| ---- | --------------- | ---------------- |
| 14   | Gabi Nunes      | Centro Olímpico  |
| 10   | Chu             | São José-SP      |
| 7    | Gabi Zanotti    | Santos           |
| 7    | Barbie          | Santos           |
| 7    | Byanca Brasil   | Centro Olímpico  |
| 5    | Carlinha        | São José-SP      |
| 5    | Darlene         | Rio Preto        |
| 4    | Luize           | Santos           |
| 4    | Gabrielly       | Flamengo         |
| 4    | Fafá            | América Mineiro  |
| 4    | Maga            | Tiradentes-PI    |
| 4    | Gabi Portilho   | São José-SP      |
| 4    | Gabi            | Centro Olímpico  |
| 3    | Daniele Batista | Flamengo         |
| 3    | Nene            | Ferroviária      |
| 3    | Tabatha         | Ferroviária      |
| 3    | Ana             | América Mineiro  |
| 3    | Fernanda        | América Mineiro  |
| 3    | Eliene          | Tiradentes-PI    |
| 3    | Iara            | Tiradentes-PI    |
| 3    | Djeni           | São José-SP      |
| 3    | Mariana         | São José-SP      |
| 3    | Jéssica         | Rio Preto        |
| 3    | Negona          | Rio Preto        |
| 3    | Millene         | Rio Preto        |
| 3    | Maria           | São Francisco EC |
| 3    | Tay             | São Francisco EC |
| 3    | Patrícia        | Centro Olímpico  |

## Classificação geral
| Pos | Times               | Pts | J  | V | E | D | GP | GC | SG  | Classificação               |
| --- | ------------------- | --- | -- | - | - | - | -- | -- | --- | --------------------------- |
| 1   | Rio Preto           | 26  | 14 | 7 | 5 | 2 | 23 | 9  | +14 | Finalistas                  |
| 2   | São José-SP         | 28  | 14 | 9 | 2 | 3 | 40 | 11 | +29 | Finalistas                  |
| 3   | Centro Olímpico     | 24  | 12 | 7 | 3 | 2 | 38 | 10 | +28 | Eliminados nas semifinais   |
| 4   | Tiradentes-PI       | 24  | 12 | 7 | 3 | 2 | 27 | 14 | +13 | Eliminados nas semifinais   |
| 5   | Santos              | 21  | 10 | 7 | 0 | 3 | 26 | 8  | +18 | Eliminados na segunda fase  |
| 6   | Flamengo            | 16  | 10 | 5 | 1 | 4 | 19 | 15 | +4  | Eliminados na segunda fase  |
| 7   | América Mineiro     | 10  | 10 | 3 | 1 | 6 | 15 | 16 | –1  | Eliminados na segunda fase  |
| 8   | Botafogo-PB         | 7   | 10 | 2 | 1 | 7 | 5  | 31 | –26 | Eliminados na segunda fase  |
| 9   | Ferroviária         | 6   | 4  | 2 | 0 | 2 | 14 | 4  | +10 | Eliminados na primeira fase |
| 10  | Portuguesa          | 6   | 4  | 2 | 0 | 2 | 10 | 10 | 0   | Eliminados na primeira fase |
| 11  | Kindermann          | 6   | 4  | 2 | 0 | 2 | 7  | 7  | 0   | Eliminados na primeira fase |
| 12  | São Francisco EC    | 6   | 4  | 2 | 0 | 2 | 8  | 11 | –3  | Eliminados na primeira fase |
| 13  | Foz Cataratas       | 6   | 4  | 2 | 0 | 2 | 5  | 9  | –4  | Eliminados na primeira fase |
| 14  | Vitória das Tabocas | 5   | 4  | 1 | 2 | 1 | 5  | 4  | +1  | Eliminados na primeira fase |
| 15  | Caucaia             | 4   | 4  | 1 | 1 | 2 | 5  | 5  | 0   | Eliminados na primeira fase |
| 16  | Iranduba            | 1   | 4  | 0 | 1 | 3 | 2  | 12 | –10 | Eliminados na primeira fase |
| 17  | Pinheirense         | 1   | 4  | 0 | 1 | 3 | 2  | 16 | –14 | Eliminados na primeira fase |
| 18  | Viana               | 1   | 4  | 0 | 1 | 3 | 1  | 17 | –16 | Eliminados na primeira fase |
| 19  | Mixto               | 0   | 4  | 0 | 0 | 4 | 3  | 18 | –15 | Eliminados na primeira fase |
| 20  | Duque de Caxias     | 0   | 4  | 0 | 0 | 4 | 3  | 28 | –25 | Eliminados na primeira fase |